# Avena sterilis
L'avena maggiore (Avena sterilis L., 1762) è una pianta angiosperma monocotiledone appartenente alla famiglia delle Poacee (o Gramineae, nom. cons.).

## Etimologia
Il nome generico (Avena) deriva da un nome latino per avena (nome volgare della pianta coltivata sin dall'antichità). L'epiteto specifico (sterilis) indica che le spighette cadono subito dopo aver raggiunto la maturità.
Il nome scientifico della specie è stato definito da Linneo (1707 – 1778), biologo svedese considerato il padre della moderna classificazione scientifica degli organismi viventi, nella pubblicazione "Species Plantarum - Edition 2" (Sp. Pl., ed. 2 1: 118) del 1762.

## Descrizione

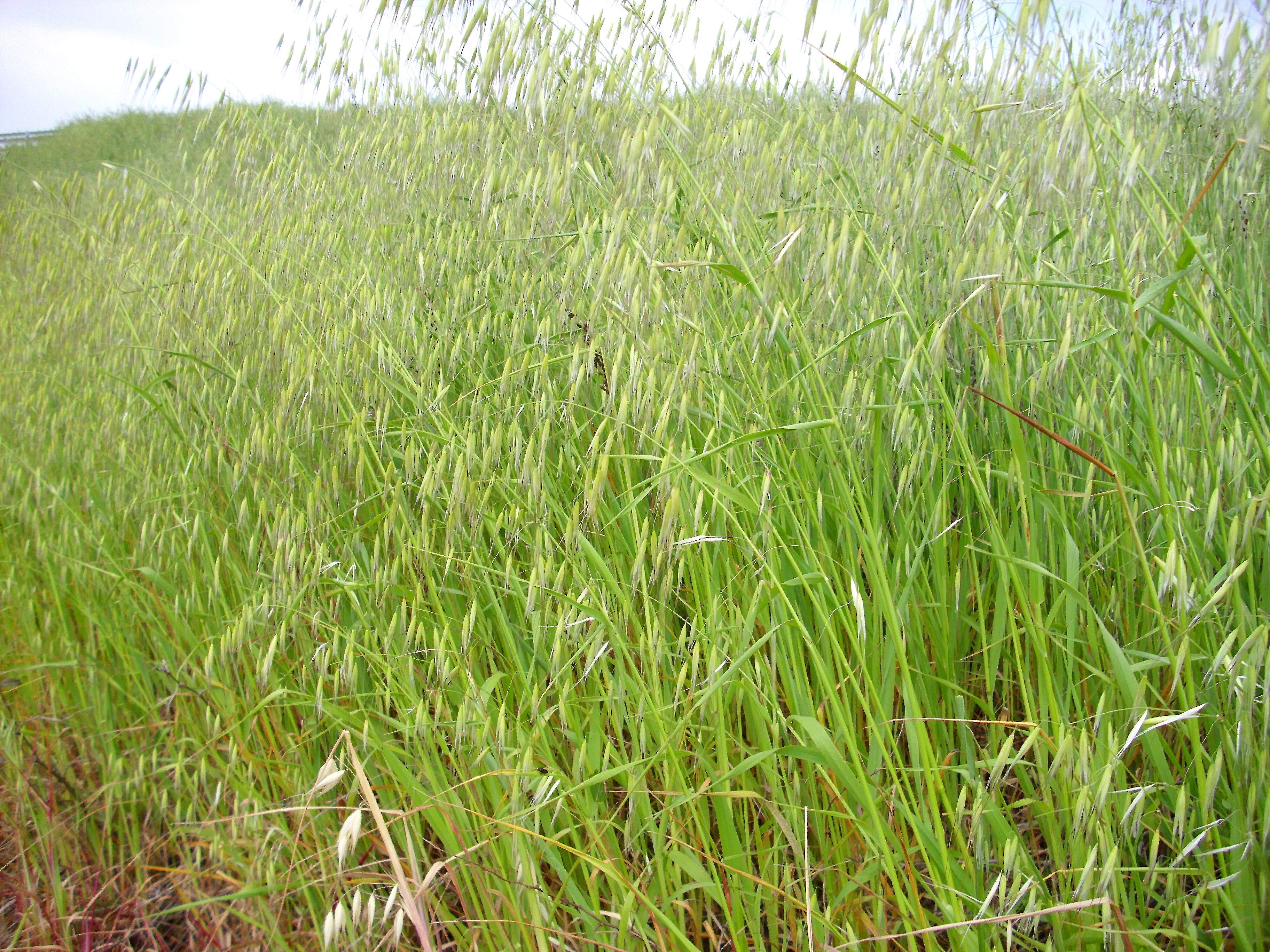
Il portamento

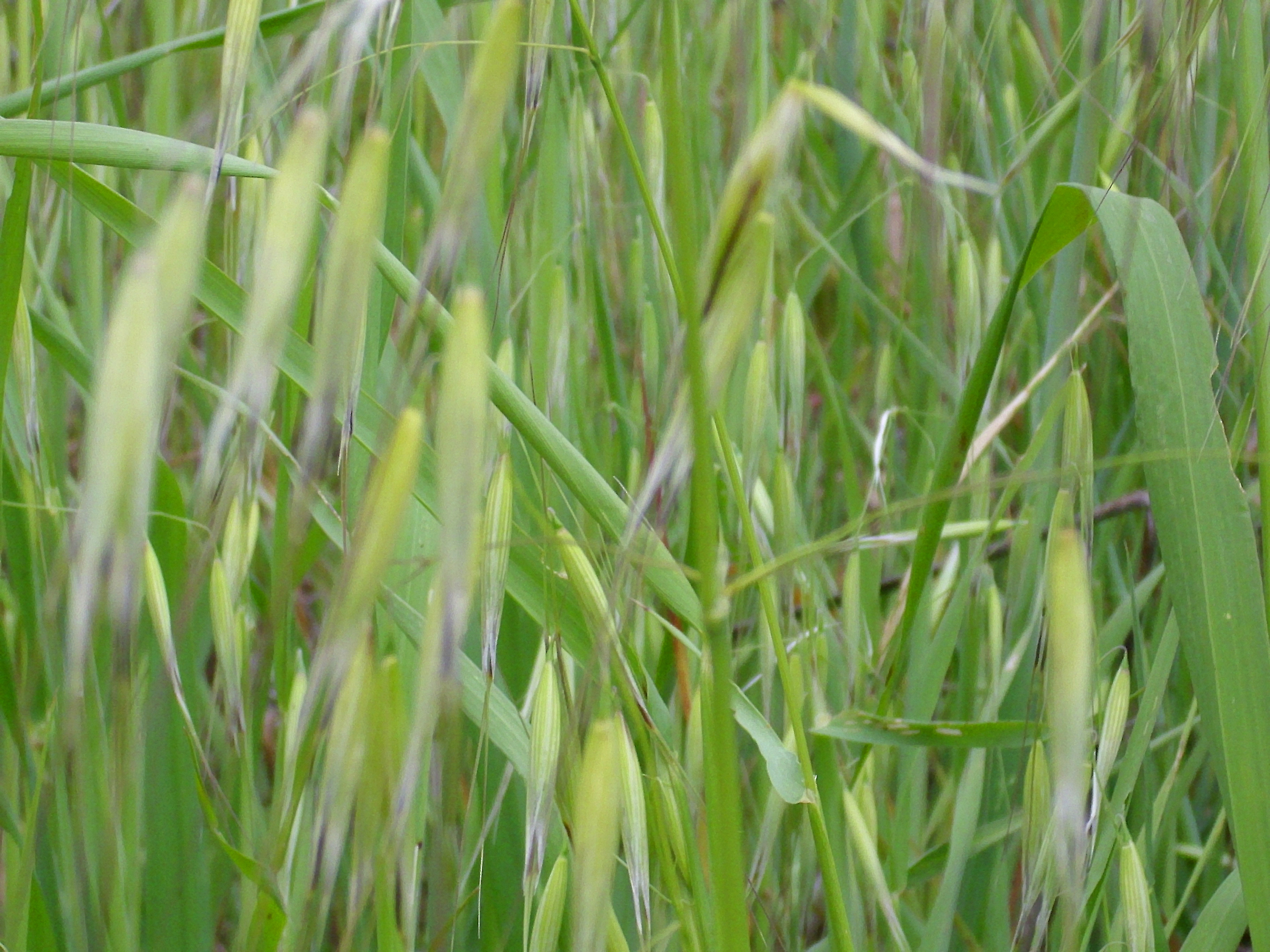
Le foglie

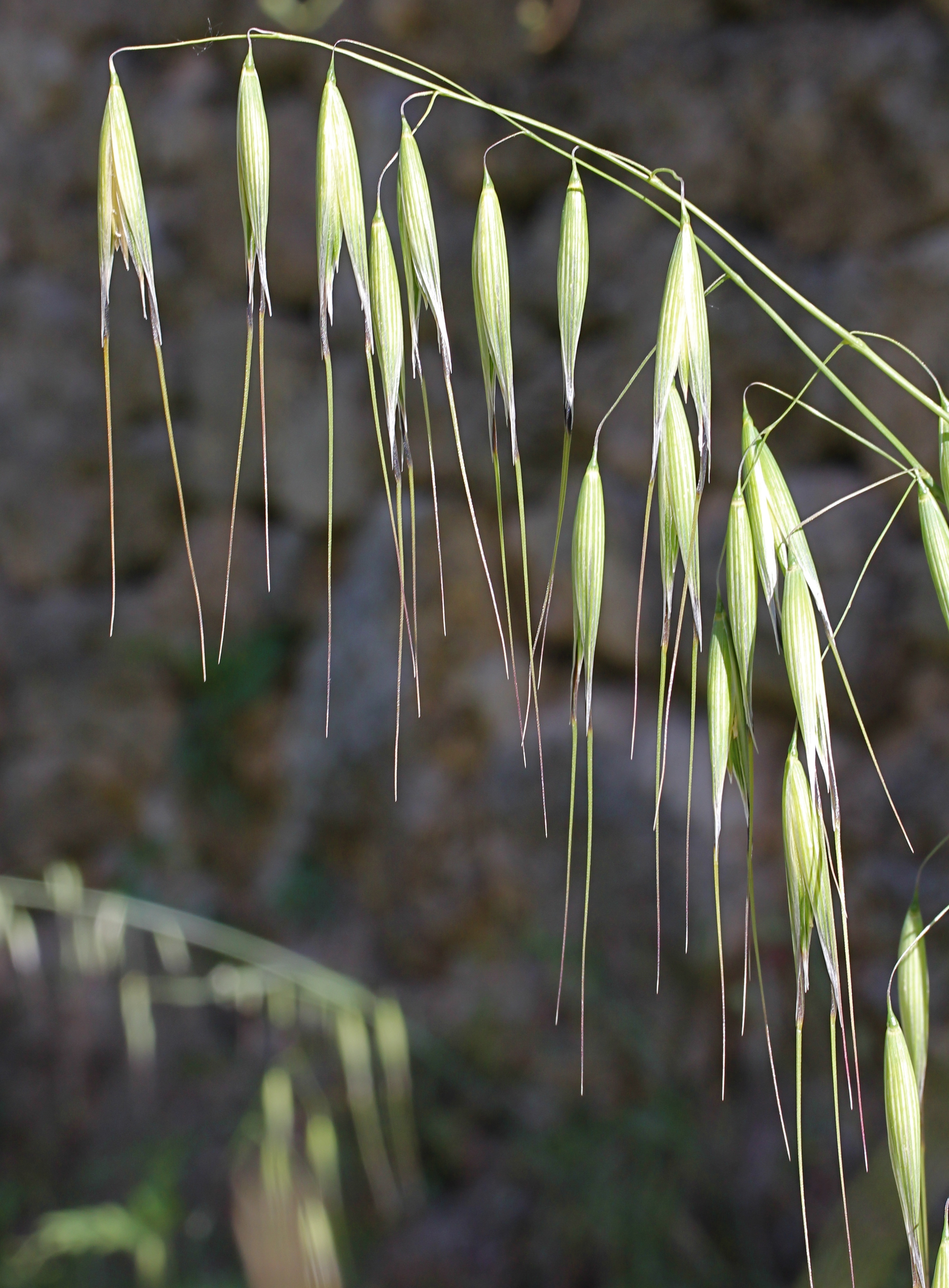
Infiorescenza

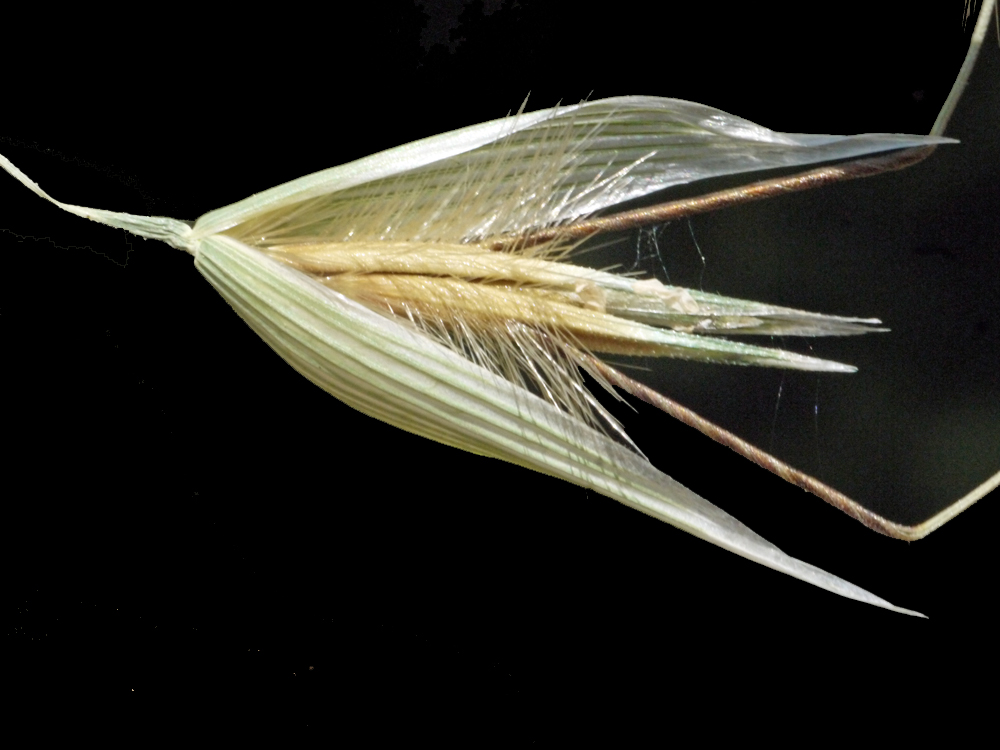
I fiori

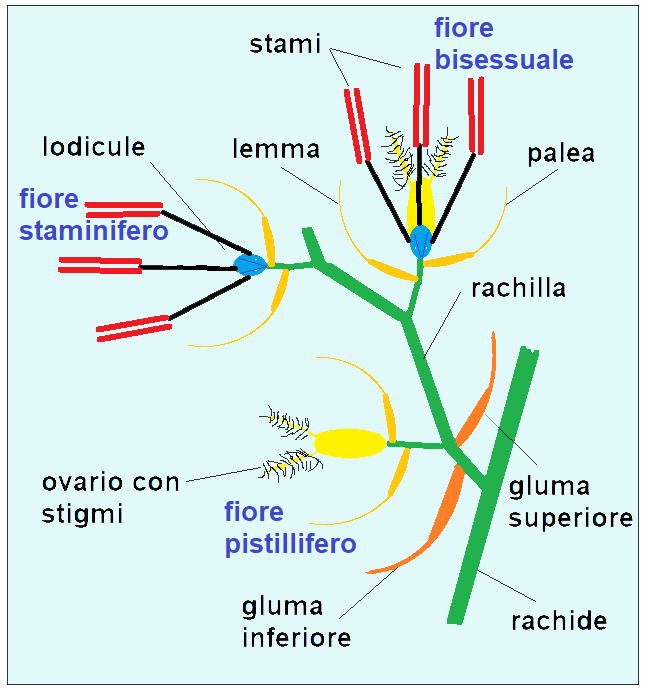
Spighetta generica con tre fiori diversi

Queste piante arrivano ad una altezza di 5 - 13 dm. La forma biologica è terofita scaposa (T scap), ossia in generale sono piante erbacee che differiscono dalle altre forme biologiche poiché, essendo annuali, superano la stagione avversa sotto forma di seme e sono munite di asse fiorale eretto e spesso privo di foglie. Tutta la pianta è glabra e glaucescente.

### Radici
Le radici sono fascicolate avventizie.

### Fusto
La parte aerea del fusto è un culmo solitario, liscio, eretto  (con base genicolata o prostrata) con sezione rotonda (culmo cilindrico).

### Foglie
Le foglie lungo il culmo sono disposte in modo alterno, sono distiche e si originano dai vari nodi. Sono composte da una guaina, una ligula e una lamina. Le venature sono parallelinervie. Non sono presenti i pseudopiccioli e, nell'epidermide delle foglia, le papille. Dimensione delle foglie: larghezza 4-18 mm; lunghezza 45 cm.
- Guaina: la guaina è abbracciante il fusto e in genere è priva di auricole.
- Ligula: la ligula è ottusa (lunghezza massima 8 mm).
- Lamina: la lamina ha delle forme lineari e piatte con apice acuminato; la superficie è glabra e scabra sui margini. Dimensione della lamina: larghezza 6-10 mm; lunghezza 45 cm.

### Infiorescenza
Infiorescenza principale (sinfiorescenza o semplicemente spiga): le infiorescenze, di tipo racemoso terminale (un racemo per infiorescenza), hanno la forma di una pannocchia annuente, povera formata da diverse spighette pendenti, disposte unilateralmente. La fillotassi dell'inflorescenza inizialmente è a due livelli (o a due ranghi), anche se le successive ramificazioni la fanno apparire a spirale. Dimensione della pannocchia: larghezza 20 cm; lunghezza della spiga: 15-40 cm.

### Spighetta
Infiorescenza secondaria (o spighetta): le spighette, grandi, compresse lateralmente con forme da ellittiche a oblunghe, sottese da due brattee distiche e strettamente sovrapposte chiamate glume (inferiore e superiore), sono formate da 2 - 5 fiori. Alla base di ogni fiore sono presenti due brattee: la palea e il lemma. A maturità i fiori si distaccano dalle glume e restano saldati fra di loro; solo il fiore inferiore è articolato, quelli superiori sono persistenti. Lunghezza delle spighette: 35-50 mm.
- Glume: le glume, con forme strettamente lanceolate, hanno un apice finemente acuto. Lunghezza 30-40 mm.
- Palea: la palea è un profillo lanceolato con alcune venature e margini cigliati.
- Lemma: il lemma, bidentato all'apice, nella metà inferiore si presenta con densi e fitti peli rossastri lunghi 3-7 mm. La resta è inserita dorsalmente a un terzo dalla base, nel terzo inferiore è ritorta e nerastra, quindi ginocchiata e poi retta e chiara (la resta nei fiori superiori può mancare). Lunghezza del lemma 25-40 mm. Lunghezza della resta: 50-60 mm.

### Fiore
I fiori fertili sono attinomorfi formati da 3 verticilli: perianzio ridotto, androceo  e gineceo.
- Formula fiorale:[7]

*, P 2, A (1-)3(-6), G (2–3) supero, cariosside.
- Il perianzio è ridotto e formato da due lodicule, delle squame traslucide, poco visibili (forse relitto di un verticillo di 3 sepali). Le lodicule sono membranose e non vascolarizzate.
- L'androceo è composto da 3 stami ognuno con un breve filamento libero, una antera sagittata e due teche. Le antere sono basifisse con deiscenza da una fessura laterale longitudinale. Il polline è monoporato.
- Il gineceo è composto da 3-(2) carpelli connati formanti un ovario supero. L'ovario, pubescente all'apice, ha un solo loculo con un solo ovulo subapicale (o quasi basale). L'ovulo è anfitropo e semianatropo e tenuinucellato o crassinucellato. Lo stilo è breve con due stigmi papillosi e distinti.
- Fioritura: da aprile a luglio (agosto).

### Frutti
I frutti sono cariossidi, ossia sono piccoli chicchi indeiscenti, con forme ovoidali, nei quali il pericarpo è formato da una sottile parete che circonda il singolo seme. In particolare il pericarpo è fuso al seme ed è aderente. L'endocarpo non è indurito e l'ilo è lungo e lineare. L'embrione è provvisto di epiblasto; ha inoltre un solo cotiledone altamente modificato (scutello senza fessura) in posizione laterale. I margini embrionali della foglia non si sovrappongono. A volte l'endosperma è liquido.

## Biologia
Come gran parte delle Poaceae, le specie di questo genere si riproducono per impollinazione anemogama. Gli stigmi più o meno piumosi sono una caratteristica importante per catturare meglio il polline aereo. 
La dispersione dei semi avviene inizialmente a opera del vento (dispersione anemocora) e una volta giunti a terra grazie all'azione di insetti come le formiche (mirmecoria). In particolare i frutti di queste erbe possono sopravvivere al passaggio attraverso le budella dei mammiferi e possono essere trovati a germogliare nello sterco.

## Tassonomia
La famiglia delle Poacee comprende circa 800 generi e oltre 9.000 specie. È una delle famiglie più numerose e più importanti del gruppo delle monocotiledoni. La famiglia è suddivisa in 12 sottofamiglie, il genere Avena  fa parte della sottofamiglia Pooideae, tribù Poeae, sottotribù Aveninae.

### Filogenesi
La sottotribù Aveninae fa parte della tribù Poeae Dumort., 1824 e quindi della supertribù Poodae L. Liu, 1980. All'interno della tribù, la sottotribù Aveninae appartiene al gruppo con le sequenze dei plastidi di tipo "Poeae" (definito "Poeae chloroplast groups 1" o anche "Plastid Group 1 (Poeae-type)").
All'interno delle Aveninae si individuano due subcladi. Avena si trova nel primo clade insieme ai generi Arrhenatherum e Helictotrichon. Le specie di Avena formano una serie complessa di poliploidi. La specie di questa voce fa parte della sezione Avena, contenente tutte specie esaploidi. Un recente studio del gene 3-fosfoglicerato chinasi un enzima del plastidio nucleare (chiamato Pgk1) su 14 diplodi, 8 tetraploidi e 4 esaploidi del genere Avena ha evidenziato tre genomi principali (A - C - D) e diversi sottocladi, assegnando alla specie di questa voce il genoma ACD (esaploide) derivato probabilmente da un evento di allopoliploidizzazione indipendente.
Le seguenti sono sinapomorfie relative a tutta la sottofamiglie (Pooideae):
- la fillotassi dell'inflorescenza inizialmente è a due livelli;
- le spighette sono compresse lateralmente;
- i margini embrionali della foglia non si sovrappongono;
- l'embrione è privo della fessura scutellare.

Per il genere Avena è stata individuata la seguente sinapomorfia: l'ilo è lineare.
Il numero cromosomico di A. sterilis è: 2n = 42.

### Sottospecie
Questa specie è una pianta polimorfa (il numero cromosomico è di tipo esaploide). I caratteri soggetti a variabilità sono le foglie cigliate (almeno sulla guaina) e le dimensioni generali della pianta. Per questa specie sono indicate le seguenti sottospecie:

#### Sottospeciesterilis

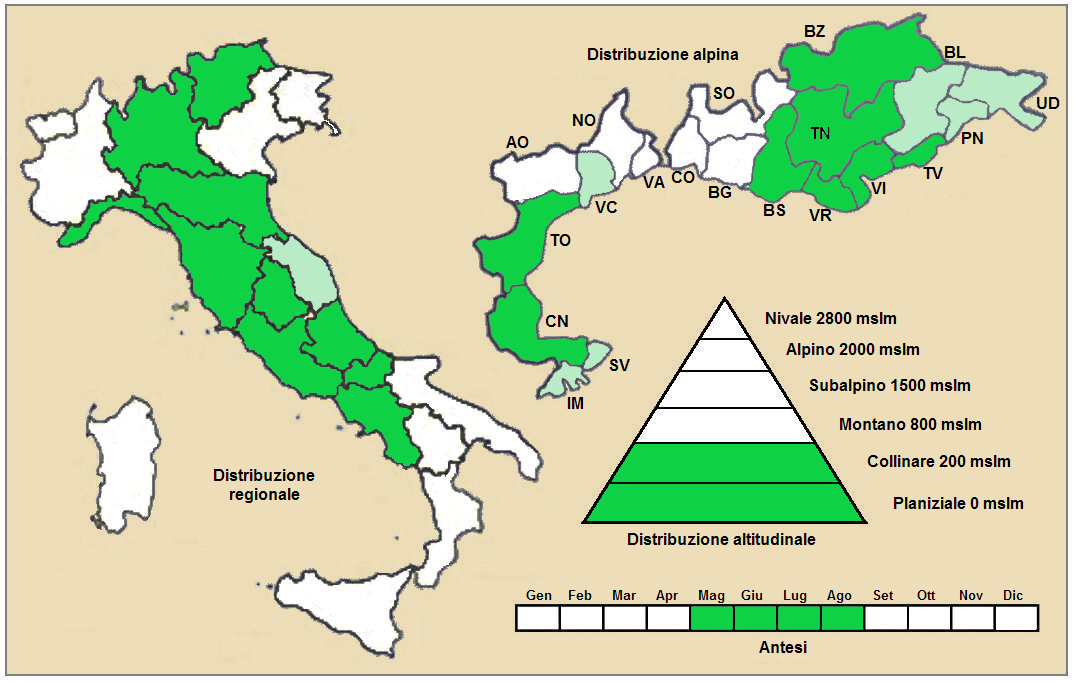
Distribuzione della sottospecie sterilis
(Distribuzione regionale – Distribuzione alpina)

- Nome scientifico: Avena sterilis subsp. sterilis.
- Descrizione: è la stirpe principale.
- Geoelemento: il tipo corologico (area di origine) è Euri-Mediterraneo / Turanico.
- Distribuzione:  in Italia è una pianta comune su tutto il territorio. Nelle Alpi si trova a occidente e al centro-est. Sugli altri rilievi europei collegati alle Alpi si trova nel Massiccio Centrale e Pirenei.[21]  Fuori dall'Italia si trova nell'Europa mediterranea, Asia occidentale e orientale e Africa mediterranea.[1]
- Habitat: gli habitat tipici sono i campi di cereali. Il substrato preferito è calcareo ma anche siliceo con pH neutro, medi valori nutrizionali del terreno che deve essere arido.[21]
- Distribuzione altitudinale: sui rilievi queste piante si possono trovare fino a 1800 m s.l.m.; nelle Alpi frequentano quindi i seguenti piani vegetazionali: collinare e quello planiziale – a livello del mare.
- Fitosociologia area alpina: dal punto di vista fitosociologico alpino la sottospecie sterilis appartiene alla seguente comunità vegetale:[21]
  - Formazione: delle comunità terofiche pioniere nitrofile
    - Classe: Stellarietea mediae
- Fitosociologia areale italiano: per l'areale completo italiano la specie sterilis appartiene alla seguente comunità vegetale:[22]
  - Macrotipologia: vegetazione erbacea sinantropica, ruderale e megaforbieti
    - Subclasse: Stellarienea mediae
      - Ordine: Centaureetalia cyani Tüxen, Lohmeyer & Preising in Tüxen ex Von Rochow, 1951
        - Alleanza: Roemerion hybridae Br.-Bl. ex Rivas-Martinez, Lodi, Costa T.E. Diaz & Penas, 1999

Descrizione. L'alleanza Roemerion hybridae è relativa alle comunità infestanti le colture cerealicole a ciclo primaverile. I suoli preferiti in genere sono basici di natura calcarea, talora argillosa o basaltica. Il termotipo è mesomediterraneo semiarido secco o subumido. L'alleanza è diffusa nel Mediterraneo centrale e occidentale; in particolare è presente in Italia, nella Francia sud-orientale, nella Penisola Iberica e nella parte settentrionale del Marocco.
Altre alleanze per la specie sterilis sono: Ridolfion segeti e Ridolfion segeti.

#### Sottospecieludoviciana

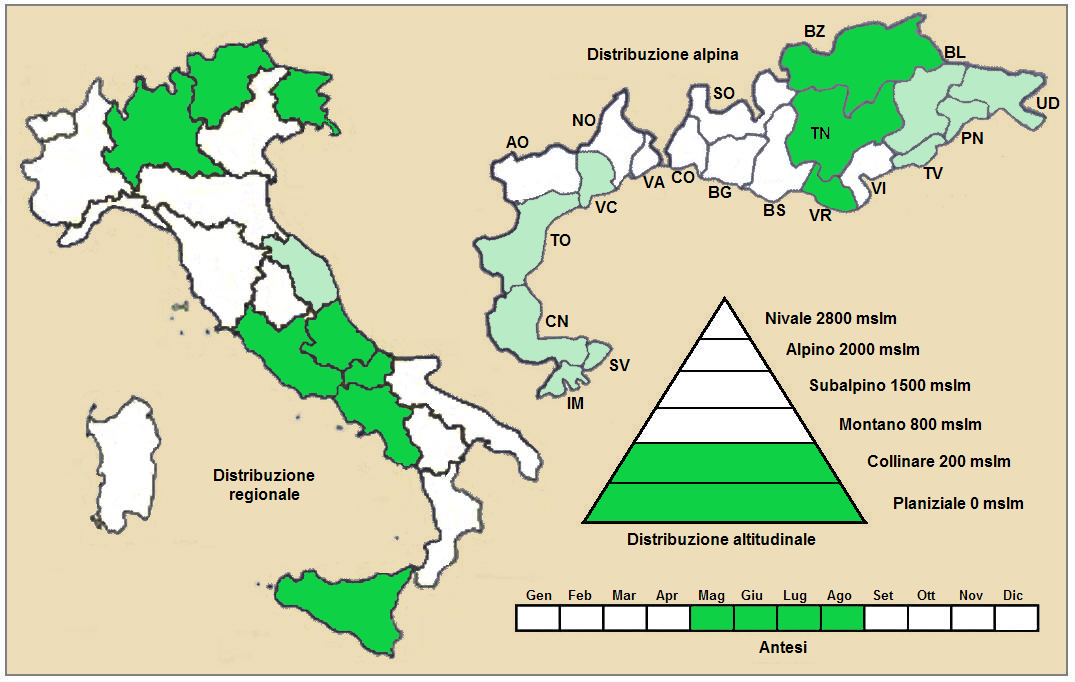
Distribuzione della sottospecie ludoviciana
(Distribuzione regionale – Distribuzione alpina)

- Nome scientifico: Avena sterilis subsp. ludoviciana (Durieu) Gillet & Magne
- Basionimo: Avena ludoviciana Durieu, 1855
- Descrizione: la pianta in generale è gracile (altezza 3-6 dm); le ligule sono più piccole (4 mm); la pannocchia è lunga 10-30 cm; le spighette sono ridotte con due fiori e sono lunghe 25-30 mm; le glume sono lunghe 18-25 cm; il lemma è lungo 20-25 cm.
- Geoelemento: il tipo corologico (area di origine) è Mediterraneo / Ovest-Asiatico.
- Distribuzione:  in Italia è una pianta con una distribuzione discontinua. Nelle Alpi si trova solo nella parte orientale. Sugli altri rilievi europei collegati alle Alpi si trova nei Pirenei e nei Monti Balcani.[21] Fuori dall'Italia si trova nell'Europa mediterranea, Asia occidentale e Africa mediterranea.[24]
- Habitat: gli habitat tipici sono i campi, le colture, le vigne e gli ambienti ruderali. Il substrato preferito è calcareo ma anche siliceo con pH neutro, medi valori nutrizionali del terreno che deve essere arido.[21]
- Distribuzione altitudinale: nelle Alpi frequentano i seguenti piani vegetazionali: collinare e quello planiziale – a livello del mare.
- Fitosociologia: dal punto di vista fitosociologico alpino Avena sterilis appartiene alla seguente comunità vegetale:[21]
  - Formazione: delle comunità terofiche pioniere nitrofile
    - Classe: Stellarietea mediae.

#### Sottospecieatherantha
- Nome scientifico: Avena sterilis subsp. atherantha (C. Presl) H. Scholz, 1991[25]
- Basionimo: Avena atherantha C. Presl
- Distribuzione: Penisola Iberica, Italia, Penisola Balcanica, Tunisia e Israele.

#### Sottospecietrichophylla
- Nome scientifico: Avena sterilis subsp. trichophylla (K. Koch) Malzev, 1930[26]
- Basionimo: Avena trichophylla K. Koch
- Distribuzione: Europa mediterranea, Anatolia e Algeria.

### Sinonimi
Questa entità ha avuto nel tempo diverse nomenclature. L'elenco seguente indica alcuni tra i sinonimi più frequenti:
- Avena macrocarpa Moench
- Avena nutans  St.-Lag.
- Avena sativa subsp. sterilis  (L.) De Wet

Sinonimi per la sottospecie sterilis
- Avena affinis  P.J.Bergius ex Steud.
- Avena maroccana  Gand.
- Avena solida  (Hausskn.) Herter
- Avena sterilis var. culta  Raizada
- Avena sterilis var. subulifera  (Thell.) Tzvelev
- Avena syriaca  Boiss. & Balansa
- Avena turonensis  Tourlet

Sinonimi per la sottospecie ludoviciana
- Avena ludoviciana  Durieu
- Avena macrocalyx  Sennen
- Avena melillensis  Sennen & Mauricio
- Avena persica  Steud.
- Avena trichophylla  K.Koch